# Regöly
Regöly là một thị trấn thuộc hạt Tolna, Hungary. Thị trấn này có diện tích 62,67 km², dân số năm 2010 là 1135 người, mật độ 18 người/km².